# Australska ženska softbolska reprezentacija
Australska ženska softbolska reprezentacija predstavlja državu Australiju u športu softbolu.
Krovna organizacija: 

## Nastupi na OI
- OI 1996.: brončane
- OI 2000.: brončane
- OI 2004.: srebrne